# Marlei

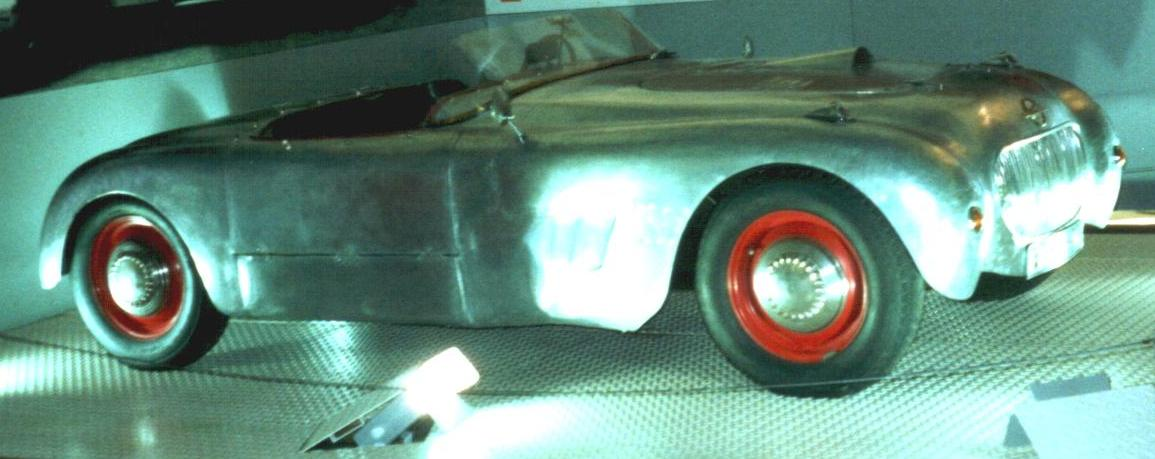
Marlei von 1950

Marlei ist ein Straßenrennwagen von Mário Moreira Leite aus Portugal von 1950. Der Name Marlei leitet sich vom Namen seines Erbauers ab. 
Das Fahrgestell und der Vierzylindermotor mit 1488 cm³ Hubraum stammen von einem Opel Olympia, während Getriebe und Bremsen von Vauxhall stammen. Das Fahrzeug hat eine silberfarbene, offene, zweisitzige Karosserie aus Aluminium.
Das Fahrzeug ist erhalten geblieben und ist im Museu dos Transportes e Comunicações in Porto, Portugal zu besichtigen.